# پارک ملی آلانیا
پارک ملی آلانیا (به لاتین: Alaniya National Park) یک پارک ملی  در روسیه است که در اوستیای شمالی-آلانیا واقع شده‌است.